# 정차양 (1424년)
정차양(鄭次讓, 1424년(세종 6)~?)은 조선시대 전기의 학자, 문신이다. 단종폐위에 분개하여 관직을 버리고 고향으로 되돌아갔다. 본관은 경주이다.
학문 연구에 진력하다가 이름이 알려져 1452년(문종 2) 학행(學行)으로 천거되어 봉직랑(奉直郞)을 거쳐 통훈대부(通訓大夫) 해남현감(海南縣監)을 지냈다. 1455년(단종 3) 세조(世祖)가 훈신들의 추대를 받아 단종(端宗)을 폐위하고 즉위하자 형(兄)들과 더불어 벼슬을 버리고 고향으로 돌아와 평생 은거하였다. 그의 형제 5명이 관직에 올랐다가 일시에 다같이 돌아와 세칭(世稱) 오영교(五榮橋)라고 하였다.

## 같이 보기
- 계유정난
- 세조 찬위
- 단종 복위 운동
- 정차온
- 원호
- 정보
- 생육신